# Mecaspis
Genre
Mecaspis est un genre d'insectes coléoptères de la famille des Curculionidae.

## Liste des espèces
Selon GBIF (10 mai 2021) :
- Mecaspis alternans (J.C.L.Hellwig, 1795)
- Mecaspis barbirostris Faust, 1904
- Mecaspis baudii Faust, 1887
- Mecaspis bedeli Faust, 1904
- Mecaspis caesimvirgatus Arnoldi, 1956
- Mecaspis chinensis Zumpt, 1937
- Mecaspis emarginata (J.C.Fabricius, 1787)
- Mecaspis kazakhstanicus Ter-Minasian, 1988
- Mecaspis otini Hoffmann, 1957
- Mecaspis palmatus Schoenherr, 1823
- Mecaspis pecoudi Hoffmann, 1959
- Mecaspis praeditus Faust, 1883
- Mecaspis striatella (J.C.Fabricius, 1792)
- Mecaspis strigicollis Kolbe, 1896

## Classification
Le nom scientifique complet (avec auteur) de ce taxon est Mecaspis Schönherr, 1823.
Selon GBIF (10 mai 2021), les genres suivants sont synonymes de Mecaspis :
- Aphaenicus Desbrochers, 1905
- Aphoenicus Weise, 1906
- Mecapsis Dumeril, 1827
- Megaspis Schoenherr, 1833
- Megaspites Schoenherr, 1833